# Upplands-Bro Kommunföretag
Upplands-Bro Kommunföretag AB är ett svenskt förvaltningsbolag som agerar moderbolag för de verksamheter som Upplands-Bro kommun har valt att driva i aktiebolagsform. Bolaget ägs helt av kommunen.

## Bolag
Källa: 
- Aktiebolaget Upplands-Brohus
- Upplands-Bro Kommunfastigheter AB